# Gena Dimitrova
Gena Dimitrova (bulharsky: Гeна Димитpова; 6. května 1941 Pleven – 11. června 2005 Milán) byla bulharská operní pěvkyně, sopranistka.
Začala zpívat ve školním sboru. Její silný hlas vedl k tomu, že přešla na konzervatoři v Sofii, kde studovala v letech 1959 až 1964, pod vedením Christo Brambarova. Původně byla klasifikována jako mezzosopranistka, ve druhém ročníku však byla uznána jako sopranistka. Po ukončení studia na konzervatoři začala učit zpěv. Průlom nastal v roce 1967, kdy po vypadnutí několika kandidátek dostala roli Abigaille v inscenaci Verdiho Nabucca v bulharské Národní opeře. Zvítězila na mezinárodní pěvecké soutěži v Sofii v roce 1970, odměnou byl i studijní pobyt na Scuola di Perfezionamento v milánské La Scale. V Itálii debutovala jako Turandot v Trevisu v roce 1975, stejná role byla i jejím debutem v La Scale v roce 1983, stála přitom po boku Plácida Dominga v režii Franca Zeffirelliho. V roce 1987 debutovala v Metropolitní opeře v New Yorku, opět jako Turandot. V roce 1983 debutovala v Covent Garden v Londýně. Ve svém repertoáru měla i některé mezzosopránové role. Nejpozoruhodnější z nich byla Amneris v inscenaci Verdiho Aidy v roce 1985 v La Scale. Pěveckou kariéru ukončila roku 2001. Začala se poté věnovat výuce, k jejím nejznámějším žákům patří sopranistka Elena Baramova. Po její smrti slíbila bulharská vláda založit fond nesoucí její jméno, který by podporoval nadějné mladé zpěváky.